# Local commercial
Un local est dit commercial lorsqu'il est utilisé pour exercer une activité commerciale. Il peut être livré "brut de béton" c'est-à-dire que l'installation de l'entreprise nécessitera des travaux (portes, plomberie, électricité...).

## Usages d'un local commercial
Un local commercial peut être utilisé pour vendre, pour stocker ou pour fabriquer des biens, ainsi que pour fournir des services. En France, les règlements de copropriété interdisent généralement le stockage dans des locaux à usage d'habitation et les assurances ne couvrent généralement pas les dommages. Dans une copropriété, les changements d'usage d'un local (d'habitation à usage commercial ou l'inverse) doivent faire l'objet d'une décision du syndic ou du conseil syndical.

## Les changements d’usage d’un local commercial
Ils doivent être soumis à des demandes.